# Cerro Chato (Paysandú)
Cerro Chato es una localidad uruguaya del departamento de Paysandú.

## Geografía
La localidad se encuentra ubicada al norte del departamento de Paysandú, sobre el camino de la cuchilla del Queguay y al sur de las costas del arroyo Guaviyú. Aproximadamente 95 km la separan de la capital departamental Paysandú. Otras localidades cercanas son Gallinal y Soto.

## Generalidades
La localidad está formada por la zona del casco antiguo dónde predominan las chacras y por dos complejos de viviendas del plan MEVIR. La Escuela N.º 16 atiende alumnos desde el 1.º a 9.º año de educación y además es un centro de reuniones para la localidad dónde se desarrollan encuentros, festivales y kermeses.

## Economía
En las chacras de la localidad y aledaños se produce básicamente maní, boniatos y zapallos. También se desarrollan allí plantaciones de citrus. La forestación ha crecido en los últimos años, cuyas plantaciones se han desarrollado en campos donde antiguamente se cultivaban diferentes productos, sustituyéndolos. Esta última actividad es generadora de trabajos principalmente zafrales.

## Población
Según el censo de 2023 la localidad contaba con una población de 281 habitantes.
| 464           | 406 | 296 | 272 | 360 | 333 | 281 |
| (Fuente: INE) |     |     |     |     |     |     |